# Cal Coma de les Sitges
Cal Coma de les Sitges és una casa de les Sitges, al municipi de Torrefeta i Florejacs (Segarra) inclosa a l'Inventari del Patrimoni Arquitectònic de Catalunya.

## Descripció
Edifici de quatre façanes i tres plantes, situat just davant de la façana principal del Castell de les Sitges. A la façana sud, a la part dreta a la planta baixa hi ha una entrada amb llinda de pedra i porta de fusta de doble batent. A la següent planta al centre hi ha un balcó amb barana de ferro. A cada costat del balcó hi ha una petita finestra. A la darrera planta hi ha tres petites obertures. A la façana est, a la planta baixa, hi ha una petita obertura. A la planta següent, hi ha les restes de dos balcons, entre els quals hi ha una finestra. A la darrera planta, hi ha una finestra.
A la façana nord, a la part esquerra, hi ha una finestra al darrer pis, més a la dreta hi ha una porta que dona a la segona planta, a la seva dreta hi ha una petita finestra. Més a la dreta hi ha una finestra. A la façana oest, a la part dreta, hi ha una entrada a la planta baixa amb llinda de pedra, a la seva esquerra hi ha un pou modern. A la planta següent hi ha dues finestres i, a la darrera, una. La coberta és de dos vessants (nord-sud), acabada amb teules.